# Deutsche Post
Deutsche Post AG, cu sediul in Bonn, este cea mai mare companie de poștă și logistică din lume. Ea mai deține monopolul transportului scrisorilor - până la sfârșitul anului 2007. (Pentru pachete există deja în Germania mai multe firme care concurează între ele.)
Deutsche Post a luat ființă în 1995, împreună cu firmele Deutsche Telekom și Postbank, cu ocazia privatizării departamentului de stat Deutsche Bundespost. La ora actuală statul german nu mai este proprietar majoritar al lui Deutsche Post, așa cum a fost până în anul 2005.
Câteva date comerciale pentru anul 2006:
- Cifra de afaceri: 60,5 miliarde €
- Profit brut: 3,87 miliarde €
- Profit net: 1,92 miliarde €
- Dividend: 0,75 € pe acțiune
- Filiale în 220+ țări de pe glob
- Numărul de angajați: 500.000+